# Caye Half Moon
La Caye Half Moon est une caye située à l'angle sud-est  du Récif Lighthouse faisant partie de la barrière de corail du Belize dans le district de Belize . 
L'île est située à environ 80 km au sud-est de Belize City, près de l'atoll Lighthouse Reef, qui est l'atoll corallien] le plus éloigné des trois atolls du Belize.

## Protection
Elle est un monument naturel comme aire protégée définie par l'UICN. Elle est la première réserve naturelle à avoir été créée au Belize et la première aire marine protégée de l'Amérique centrale. Il s’agit également du plus ancien site de protection de la faune sauvage du Belize depuis sa désignation en 1924 comme refuge ornithologique pour protéger l’habitat du fou à pieds rouges.
Ce site fait partie du patrimoine mondial de l'Unesco créé le 4 décembre 1996. La réserve naturelle est gérée par le Belize Audubon Society (en)